# Іжбердінська сільська рада
Іжбе́рдінська сільська рада (рос. Ижбердинский сельский совет) — муніципальне утворення у складі Кугарчинського району Башкортостану, Росія. Адміністративний центр — присілок Сапиково.

## Населення
Населення — 374 особи (2019, 456 в 2010, 561 в 2002).

## Склад
До складу поселення входять такі населені пункти:
| Населений пункт     | Населення, осіб (2002) | Населення, осіб (2010) |
| ------------------- | ---------------------- | ---------------------- |
| Іжбердіно, присілок | 224                    | 150                    |
| Каран, присілок     | 155                    | 119                    |
| Сапиково, присілок  | 182                    | 187                    |